# Saint-Pierre-du-Perray
Saint-Pierre-du-Perray är en kommun i departementet Essonne i regionen Île-de-France i norra Frankrike. Kommunen ligger i kantonen Saint-Germain-lès-Corbeil som tillhör arrondissementet Évry. År 2022 hade Saint-Pierre-du-Perray 12 071 invånare.

## Befolkningsutveckling
Antalet invånare i kommunen Saint-Pierre-du-Perray
| Referens: INSEE |